# Учакан, Месут
Месут Учакан (род. 1953, Кырыккале) — турецкий режиссёр и сценарист.

## Биография
Родился в 1953 году в Кырыккале. Окончил колледж кинематографии и телевидения при Стамбульском университете. Снимать фильмы начал во второй половине 1970-х годов. Также писал стихи, в 1993 году был издан написанный им сборник поэзии «Sıkı Tut Ellerimi».
Написал книгу «Türk Sinemasında İdeoloji» (Идеология в турецком кинематографе).
Лауреат ряда премий, в том числе вручаемых министерством культуры.

## Творчество
Для всех фильмов, снятых Учаканом, так или иначе характерна религиозная тематика. Одним из лучших фильмов Учакана считается вышедшая в 1989 году экранизация произведения Неджипа Фазыла «Судья». Также критики выделяют снятый для TRT в 1987 году сериал «Kavanozdaki Adam». Начиная со второй половины 1990-х годов снял ряд политических фильмов, в том числе два о запрете хиджаба (Yalnız Değilsiniz) и биографический фильм об исламисте Искилипли Атыф Ходже (Kelebekler Sonsuza Uçar / İskilipli Atıf Hoca), который пропагандировал шариат и критиковал реформы Ататюрка, в том числе закон о шляпах, в 1926 году был повешен.